# Gimnazjum Polskie im. Adama Mickiewicza w Kownie
Gimnazjum Polskie im. Adama Mickiewicza w Kownie – polska szkoła średnia istniejąca w dwudziestoleciu międzywojennym na Litwie. Kształciła członków polskiej mniejszości narodowej zamieszkującej na Litwie kowieńskiej. Działała w latach 1919–1940. Mieściła się przy ul. Maironisa (1919–1930), następnie zaś na rogu ul. Leśnej i prospektu Witolda Wielkiego (1930–1940).

## Historia
Po liberalizacji politycznej na tzw. Ziemiach Zabranych będącej skutkiem rewolucji 1905 pojawiły się w Kownie plany powołania do życia szkoły żeńskiej, które jednak nigdy nie zostały zrealizowane. W czasie niemieckiej okupacji miasta (1915–1918) polscy działacze podjęli próbę utworzenia polskiej placówki oświatowej. Odpowiednia zgoda została wydana przez Niemców w ostatnim roku I wojny światowej na skutek działań M. Junowicza, Marii Micewicz oraz doktora Grodeckiego. W związku z faktem, że środowisko polskie nie było w stanie pokryć kosztów powołania do życia szkoły, została ona otwarta dopiero 10 lutego 1919, w przeddzień pierwszej rocznicy powstania niepodległego państwa litewskiego (16 lutego 1918). Na czele dyrekcji szkoły stanęła Maria Micewicz, jednak po krótkim czasie została w tej roli zastąpiona przez księdza Bronisława Lausa, ten zaś przez Leona Przemienieckiego.
Gimnazjum Polskie było jedną z czterech szkół średnich z wykładowym językiem polskim w ówczesnej Republice Litewskiej (1918–1940). Oprócz gimnazjum kowieńskiego istniały jeszcze gimnazja w Wiłkomierzu i Poniewieżu oraz polskojęzyczne gimnazjum kowieńskie utrzymywane przez państwo litewskie. Do szkoły kowieńskiej uczęszczali młodzi Polacy – członkowie polskiej mniejszości narodowej na Litwie, z Kowna i spoza obszaru stolicy, bez względu na płeć, wyznanie czy pozycję społeczną rodziców. Gimnazjum było prywatne, utrzymywane częściowo z pieniędzy Towarzystwa Oświatowego "Pochodnia".
Początkowo szkoła mieściła się w wynajmowanej kamienicy przy ul. Maironisa 8 (według innych źródeł – 12), jednak w 1929 rozpoczęto jej przenosiny do wybudowanego z polskich składek dwupiętrowego budynku na rogu ulicy Leśnej (Miškų gatvė) i Prospektu Witolda (Vytauto prospektas). Budynek był bardzo nowoczesny jak na owe czasy, został zbudowany przez Towarzystwo Akcyjne "Dompol" według projektu Stanisława Kimonta i Edmunda Fryka. Na parterze mieściły się dwie klasy szkoły podstawowej. Gimnazjum wynajmowało w godzinach popołudniowych lokal dwóm litewskich szkołom: dla dorosłych związku zawodowego nauczycieli oraz "pawasarininkom". Okazyjnie sale gimnazjum były również wynajmowane organizacjom społecznym i partiom politycznym. W ciągu 22 lat niepodległej Litwy liczba uczniów podlegała wahaniom – początkowo w szkole kształciło się 60 uczniów, w roku szkolnym 1919/1920 – 334; 1922/1923 – 547, zaś w 1938/1940 – jedynie 195. W 1921 mury placówki opuścili pierwsi absolwenci w liczbie 17 osób. Do roku 1929 szkołę ukończyło 265 uczniów. W 1939 szkoła miała jedynie 12 maturzystów. Przy Gimnazjum działało stowarzyszenie "Ognisko", biblioteka, orkiestra szkolna, a także harcerstwo. Szkoła posiadała własnych prefektów w osobach ks. Maciejowskiego, Siekluckiego i Władysława Wołłowicza (1925–1940). Przy szkole istniała organizacja "Bratnia Pomoc" zajmująca się pomocą materialną dla uboższych uczniów. W Gimnazjum odbywały się uroczystości i przedstawienia w języku polskim, prowadzono aktywną działalność kulturalną. 
Pierwotnie gimnazjum miało profil ogólny, jednak w 1929 wyodrębniono dwa kierunki: humanistyczny z łaciną i handlowy z elementami matematyki.

## Dyrektorzy szkoły
- Maria Micewicz (1919)
- Bronisław Laus (do lata 1919)
- A. Paszke (lato 1919)
- Leon Przemieniecki (1919–1920)
- Antoni Wojczulewicz (1920–1928)
- Ludwik Abramowicz (1928–1938)
- Ludwik Wialbutt (1938)
- Franciszek Dąbrowski (1938–1940)
- p.o. Ludwik Wialbutt (1940)

## Nauczyciele
Języka polskiego uczyli w szkole m.in. Józefa Butkiewiczówna, Czesław Stefanowicz, Nora Bucewiczówna i Krystyna Szukszcianka, języka państwowego – R. Dobkiewicz, Józef Żugżda, Józef Galwitis i Irena Dąbrowska, francuskiego – Kamilla Drzniewiczówna, łaciny – Szymański i A. Dawidowicz, a niemieckiego A. Pasche (A. Paszke?) i Helena Dagis. Witold Syrunowicz nauczał fizyki i matematyki, Aleksander Ślendziński – biologii, Kazimierz Horbaczewski – matematyki. Wśród nauczycieli matematyki znaleźli się również architekt budynku Gimnazjum Stanisław Kimont, a także dyrektor Wialbutt i Franciszek Dąbrowski. Maria Alszleben (de domo: Ślendzińska) uczyła rysunków, śpiewu i ręcznych robót – Elżbieta Piotrowska, wychowania fizycznego – Leon Ślużyński. Historię Litwy wykładał po litewsku Jerzy Ochmański (1939–1940). Wśród kadry obecni byli również wychowankowie gimnazjum: Władysław Stomma (ekonomia polityczna, geografia gospodarcza i prawo), Helena Urniaż (łacina i historia), Irena Bielska (język litewski). 
Przełożoną gimnazjum była w latach 1926-1935 Joanna Narutowiczowa.
Szkoła organizowała egzaminy maturalne, jednak nie były one honorowane przez władze litewskie i by dostać się na Uniwersytet Litewski (następnie: Witolda Wielkiego) należało złożyć maturę w języku litewskim. W powszechnym odczucia polskiego środowiska na Litwie władze państwowe robiły wszystko, by utrudnić funkcjonowanie placówki. Podczas tzw. zajść antypolskich w Kownie 23 maja 1930 ich ofiarą padło m.in. polskie gimnazjum.
Szkoła uległa likwidacji już w okresie Litewskiej SRR we wrześniu 1940, gdy dyrektor Ludwik Wialbutt podpisał decyzję o jej przekazaniu rządowi Litwy Sowieckiej. Placówka została włączona do Litewskiego X Gimnazjum Państwowego. Wialbutt został jego inspektorem, a kadra nauczycielska rozpierzchła się po terytorium państwa litewskiego.  
Po II wojnie światowej polskojęzyczne szkolnictwo w Kownie, ani na terenie tzw. Litwy Kowieńskiej nie istniało. Również po odzyskaniu przez Litwę niepodległości nie powiodły się próby reaktywacji szkoły polskiej w Kownie. 
W katedrze św. Jana w Warszawie znajduje się tablica pamiątkowa poświęcona pedagogom kowieńskiego gimnazjum. 

## Znani absolwenci
- Konrad Łapin – polski pisarz, poeta, radiowiec,
- Stanisław Michalkiewicz – polski historyk, badacz historii Śląska.